# شهرزاد رفعتی
شهرزاد رفعتی (زادهٔ ۱۹۷۹ در تهران) بنیانگذار و مدیر ارشد شرکت فناوری و سرگرمی "BroadbandTV Corp" واقع در ونکوور کانادا است وی در سال ۲۰۰۵ این کمپانی را بنیانگذاری نمود؛ و دارای مدرک کارشناسی علوم رایانه از دانشگاه بریتیش کلمبیا است
شهرزاد رفعتی از جمله ثروتمندترین زنان و کارآفرین ایرانی است که عمده سرمایه خود را از طریق اینترنت به دست آورده‌است. شهرزاد یکی از مشهورترین کارآفرینان کاناداست و ثروت او به بیش از ۱۰۰ میلیون دلار می‌رسد.